# Catherine Krafft
Catherine Krafft, née le 10 août 1899 à Begnins en Suisse et morte le 25 juin 1982 dans le 3e arrondissement de Lyon, est cofondatrice avec Marguerite Soubeyran de l’École de Beauvallon à Dieulefit. Elle est reconnue Juste parmi les nations.

## Biographie
Elle est la 3e d’une fratrie de 4 enfants, 3 filles et 1 garçon. Fille d’Anthony Krafft et Hélène Bonnard. Son père est un pasteur très engagé auprès des Arméniens à la suite du génocide perpétré par les Jeunes-Turcs à partir de 1915. Il fonde et dirige deux lieux d’accueil : le foyer arménien à Begnins où seront accueillis de 1922 à 1930, 142 orphelins arméniens ; le foyer de Genève pour 85 réfugiés. Il est membre du Comité exécutif de la Ligue Internationale philarménienne. Il plaide auprès de la Société des Nations en faveur des droits du peuple arménien et stigmatise le Traité de Sèvres de 1920 qui accepte tacitement les faits de guerre génocides envers les arméniens et la déportation des Kurdes, s’indigne de la réaction des ethno-nationalistes allemands qui admirent la position énergique du jeune état turc et son slogan ultranationaliste « la nouvelle Turquie pour les turcs ». Il dénonce le traitement réservé aux réfugiés apatrides lors de la conférence de Lausanne en 1922 et 1923 qui a déçu les attentes du peuple arménien.
C’est dans ce contexte que grandit Catherine Krafft. Elle voue une grande admiration à son père et va s’engager à ses côtés pour aider les arméniens. Elle pense se consacrer comme lui à l’Église, elle suit pour cela la formation des ministères féminins. C’est à ce moment qu’on lui propose le poste de Directrice de la Maison des Étudiants à Genève et c’est là qu’elle va rencontrer Marguerite Soubeyran venue étudier à l’Institut Jean-Jacques Rousseau. Elles ne se quitteront plus et Catherine va partir définitivement pour la France à Dieulefit, pour fonder en 1929 avec elle l’École de Beauvallon. Elle adoptera 2 enfants, une fille, Jacqueline dite « Kinou » Krafft et un garçon, Jacques dit « Jacou » Krafft.

## L'école de Beauvallon
En 1929, Catherine Krafft fonde avec Marguerite Soubeyran l'École de Beauvallon, qui accueille des enfants « caractériels ». Elle en sera le pilier en ce qui concerne l’intendance, la gestion des comptes et l’organisation matérielle de la maison.
Pendant la Seconde Guerre mondiale, l'école de Beauvallon abrita des enfants juifs envoyés par l'Œuvre de secours aux enfants et Catherine Krafft fut désignée pour ces actions comme « Juste parmi les nations » en 1969.